# افغانستان در المپیک تابستانی ۲۰۲۴
کاروان المپیکی افغانستان در بازی های المپیک تابستانی ۲۰۲۴ که از ۲۶ ژوئیه تا ۱۱ اوت ۲۰۲۴ (۵ تا ۲۱ امرداد ۱۴۰۳ خورشیدی) به میزبانی پاریس، پایتخت فرانسه برگزار شد، شرکت کرد. این نخستین حضور این کشور در المپیک پس از سقوط کابل بود که منجر به بازگشت حکومت طالبان و تبعید خودخواسته بسیاری از ورزشکاران برجسته کشور به ویژه زنان شد و شانزدهمین حضور این کشور در این بازی ها را نیز رقم زد. به جز سال های ۱۹۵۲ ، ۱۹۷۶ ، ۱۹۸۴ و همچنین بخشی از تحریم های اتحاد جماهیر شوروی ، ۱۹۹۲ ، ۲۰۰۰ ، به عنوان ممنوعیت کشور به دلیل مناسبت های طالبان ، و این کشور از سال ۲۰۰۴ آتن در هر المپیکی شرکت کرده است.
در ژوئن ۲۰۲۴، افغانستان یک تیم شش نفره و متوازن جنسیتی متشکل از ورزشکاران را در رشته‌های دو و میدانی، دوچرخه‌سواری، جودو و شنا اعلام کرد که شامل سه جانباز المپیک ۲۰۲۰ توکیو می‌شود. دوندگان و شناگران می توانند از طریق مکان های جهانی تضمین شده برای همه کشورهای المپیک رقابت کنند و جودوکار در ماه جولای توسط فدراسیون بین المللی جودو تایید شد. این دو دوچرخه سوار زن ( فریبا هاشمی و یولدوز هاشمی ) در ماه ژوئیه توسط اتحادیه دوچرخه سواران بین المللی تایید شد.
اعلام شد که کمیته بین المللی المپیک به مقامات طالبان اجازه شرکت در المپیک را نمی دهد و تنها حق کمیته ملی المپیک افغانستان را برای نمایندگی ورزشکاران افغان به رسمیت می شناسد. 
پنج ورزشکار افغان الاصل نیز در تیم المپیک پناهندگان که در رشته های بریکینگ، دوچرخه سواری، جودو و تکواندو به رقابت پرداختند. این تیم شامل جانبازان المپیک ۲۰۲۰، نگاره شاهین و فرزاد منصوری بود.
افغانستان این دوره از بازی‌ها را بدون کسب هیچ مدالی به پایان رساندو ورزشکاران این کشور در این مهم ناکام ماندند.

## شرکت‌کنندگان
فهرست زیر تعداد شرکت کنندگان تایید شده افغانستای در این دوره از بازی‌ها بود.
| ورزش         | مردان | زنان | جمع |
| ------------ | ----- | ---- | --- |
| ورزشکاری     | ۱     | ۱    | ۲   |
| دوچرخه سواري | ۰     | ۲    | ۲   |
| جودو         | ۱     | ۰    | ۱   |
| شنا كردن     | ۱     | ۰    | ۱   |
| جمع          | ۳     | ۳    | ۶   |

## دو و میدانی
افغانستان برای اعزام دو دونده به بازی های المپیک جایگاه های جهانی را دریافت کرد. 
کلیدواژه
- Note–رتبه هایی که برای رویدادهای پیست داده می شود فقط در حد گرم کردن ورزشکار است
- Q = مجوز حضور در دور بعدی
- q = واجد شرایط برای دور بعدی به عنوان سریعترین بازنده "یا"، در مسابقات میدانی، بر اساس موقعیت بدون دستیابی به هدف مقدماتی
- NR = رکورد ملی
- N/A = دور برای رویداد قابل اجرا نیست
- Bye = لازم نیست ورزشکار در دور مسابقه شرکت کند

رویدادهای دو
| ورزشکار           | ماده          | مقدماتی  | مقدماتی | یک‌چهارم نهایی | یک‌چهارم نهایی | نیمه‌نهایی   | نیمه‌نهایی   | نهایی       | نهایی       |
| ورزشکار           | ماده          | نتیجه    | رتبه    | نتیجه         | رتبه          | نتیجه       | رتبه        | نتیجه       | رتبه        |
| ----------------- | ------------- | -------- | ------- | ------------- | ------------- | ----------- | ----------- | ----------- | ----------- |
| شاه محمود نور زهی | ۱۰۰ متر مردان | ۱۰٫۶۴ NR | ۴       | پیشروی نکرد   | پیشروی نکرد   | پیشروی نکرد | پیشروی نکرد | پیشروی نکرد | پیشروی نکرد |
| کامیا یوسفی       | ۱۰۰ متر زنان  | ۱۳٫۴۲    | ۹       | پیشروی نکرد   | پیشروی نکرد   | پیشروی نکرد | پیشروی نکرد | پیشروی نکرد | پیشروی نکرد |

## دوچرخه‌سواری
برای نخستین‌بار در تاریخ المپیک، دوچرخه سواران فریبا و یولدوز هاشمی از سوی کمیته بین‌المللی المپیک برای رقابت در این بازی‌ها نامزد شدند.
زنان
| ورزشکار      | رویداد      | زمان     | رتبه   |
| ------------ | ----------- | -------- | ------ |
| فریبا هاشمی  | مسابقه جاده | ۴:۱۰:۴۷  | ۷۵     |
| یولدوز هاشمی | مسابقه جاده | ناتمام   | ناتمام |
| یولدوز هاشمی | آزمایش زمان | ۴۴:۲۹٫۱۳ | ۲۶     |

## جودو
برای اولین بار از سال ۲۰۱۶ ، افغانستان یک جودوکار را به وزن زیر در این بازی ها راه یافت. فیضا محمد صمیم در وزن ۸۱ کیلوگرم مردان با تخصیص مکان های جهانی به این بازی ها راه یافت. 
| ورزشکار       | رویداد            | دور ۶۴     | دور ۳۲                        | دور ۱۶      | یک چهارم نهایی | نیمه‌نهایی   | شانس‌مجدد    | نهایی / BM  | نهایی / BM  |
| ورزشکار       | رویداد            | رقیب نتیجه | رقیبbr /> نتیجه               | رقیب نتیجه  | رقیب نتیجه     | رقیب نتیجه  | رقیب نتیجه  | رقیب نتیجه  | رتبه        |
| ------------- | ----------------- | ---------- | ----------------------------- | ----------- | -------------- | ----------- | ----------- | ----------- | ----------- |
| محمد صمیم فیض | ۸۱- کیلوگرم مردان | استراحت    | بورشاسویلی (AUT) · شکست ۰۰–۱۱ | پیشروی نکرد | پیشروی نکرد    | پیشروی نکرد | پیشروی نکرد | پیشروی نکرد | پیشروی نکرد |

## شنا
افغانستان یک دعوت نامه جهانی از فینا دریافت کرد.
| ورزشکار    | رویداد            | مقدماتی | مقدماتی | نیمه‌نهایی   | نیمه‌نهایی   | نهایی       | نهایی       |
| ورزشکار    | رویداد            | زمان    | رتبه    | زمان        | رتبه        | زمان        | رتبه        |
| ---------- | ----------------- | ------- | ------- | ----------- | ----------- | ----------- | ----------- |
| فهیم انوری | ۵۰ متر آزاد مردان | ۲۷٫۱۴   | ۶۳      | پیشروی نکرد | پیشروی نکرد | پیشروی نکرد | پیشروی نکرد |

## یادداشت
1. ↑  افغانستان هنوز با پرچم سه رنگ قدیمی که توسط جمهوری اسلامی سابق استفاده می‌شد رقابت می‌کند و نه پرچم سفیدی که دولت طالبان ترجیح می‌دهد..